# Sophus-Tromholt-Sammlung
Die 1882–1883 entstandene Sophus-Tromholt-Sammlung, ein Ensemble von Fotos mit Motiven aus der Kultur der Samen, gilt als herausragendes Beispiel der ethnographischen Fotografie. Sie befindet sich in der Universitätsbibliothek Bergen und wurde 2013 als UNESCO-Weltdokumentenerbe eingetragen.

## Entstehung der Fotos
Der dänische Lehrer Sophus Tromholt (* 1851 in Husum; † 1896 in Blankenhain) war ein Pionier der Polarlichtforschung. 1875 nahm er eine Stelle als Lehrer für Naturwissenschaft und Mathematik in Bergen an und konnte so im Winter 1878/79 die Berichte von Aurora-Borealis-Beobachtungen in Skandinavien auswerten. Im Rahmen des Ersten Internationalen Polarjahres richtete das Norwegische Meteorologische Institut eine Beobachtungsstation in Bossekop ein. Tromholt erhielt ein Fünfjahresstipendium des norwegischen Staates und außerdem finanzielle Unterstützung durch den Kopenhagener Brauer Jacob Christian Jacobsen. Das ermöglichte ihm, eine Ein-Mann-Beobachtungsstation in Kautokeino im Norden Norwegens einzurichten, etwa 100 km südlich von Bossekop. Er gab seine Lehrerstelle auf und widmete sich nur noch der Polarlichtforschung. Tromholt hielt sich vom Herbst 1882 bis zum Frühjahr 1883 in Kautokeino auf und wohnte vergleichsweise komfortabel in der dortigen Polizeistation. In Abstimmung mit den Beobachtungsstationen in Bossekop und Sodankylä sollte die Höhe des Polarlichts trigonometrisch bestimmt werden.
Tromholt hatte außerdem vor, Aufnahmen von Polarlichtern zu machen und hatte dazu eine Fotoausrüstung in seine Beobachtungsstation mitgebracht. Dieses Projekt misslang aus technischen Gründen: das Licht war zu schwach. So ging Tromholt dazu über, seine Umgebung zu fotografieren. Kautokeino war ein Zentrum der samischen Urbevölkerung, wo diese besonders um Ostern mit ihren Rentierherden zusammenkamen. Bei dieser Gelegenheit entstanden wohl auch die meisten Aufnahmen Tromholts. Tromholts Aktivitäten waren für die Samen offenbar eine Attraktion. Sie gaben ihm den nordsamischen Namen Násteolmmái („Sternenmann“); Tromholt beschrieb, dass sich stets eine Gruppe von Samen um ihn scharte, wenn er abends für seine Observationen nach draußen ging. „Sie können stundenlang da so stehen und mich in stiller Bewunderung betrachten. Unter meinen Instrumenten interessiert sie nichts so sehr wie mein Fotoapparat. Fast täglich kommen sie und fragen, ob ich ein govva (Bild) von ihnen machen möchte.“
Unter Tromholts Fotomotiven waren Landschaften, Gebäude und verschiedene Aspekte des Alltags. Herausragend sind seine Porträtaufnahmen. Anders als zu seiner Zeit üblich, sah er in den Samen keine Exoten, was sich auch darin ausdrückt, dass er stets den vollen Namen der fotografierten Personen notierte. In der samischen Gesellschaft hatten Frauen einen relativ hohen Status. Verglichen mit zeitgenössischen Porträtfotos aus städtischen Fotostudios wirken die von Tromholt aufgenommenen samischen Frauen selbstbewusst.
Während seines Aufenthalts in Kautokeino schrieb Tromholt seine Reiseeindrücke für die Zeitung Morgenbladet nieder, die er allmählich mit Beschreibungen des Polarlichts und ethnographischen Beobachtungen anreicherte. 1885 erschienen diese Texte mit 150 Illustrationen (davon 110 Fotografien) unter dem Titel Under the Rays of the Aurora Borealis in London (2 Bände) und fanden internationale Beachtung.
Den nächsten Winter verbrachte Tromholt mit Polarlichtbeobachtungen in Island. Als sein Stipendium auslief, zog er nach Deutschland; da er aber keinen Sponsor mehr für seine wissenschaftliche Tätigkeit fand, sicherte er seinen Lebensunterhalt durch das Schreiben von Sachliteratur und indem er Unterricht erteilte. Im Alter von nur 45 Jahren verstarb er in einem Thüringer Lungensanatorium.

## Weltdokumentenerbe

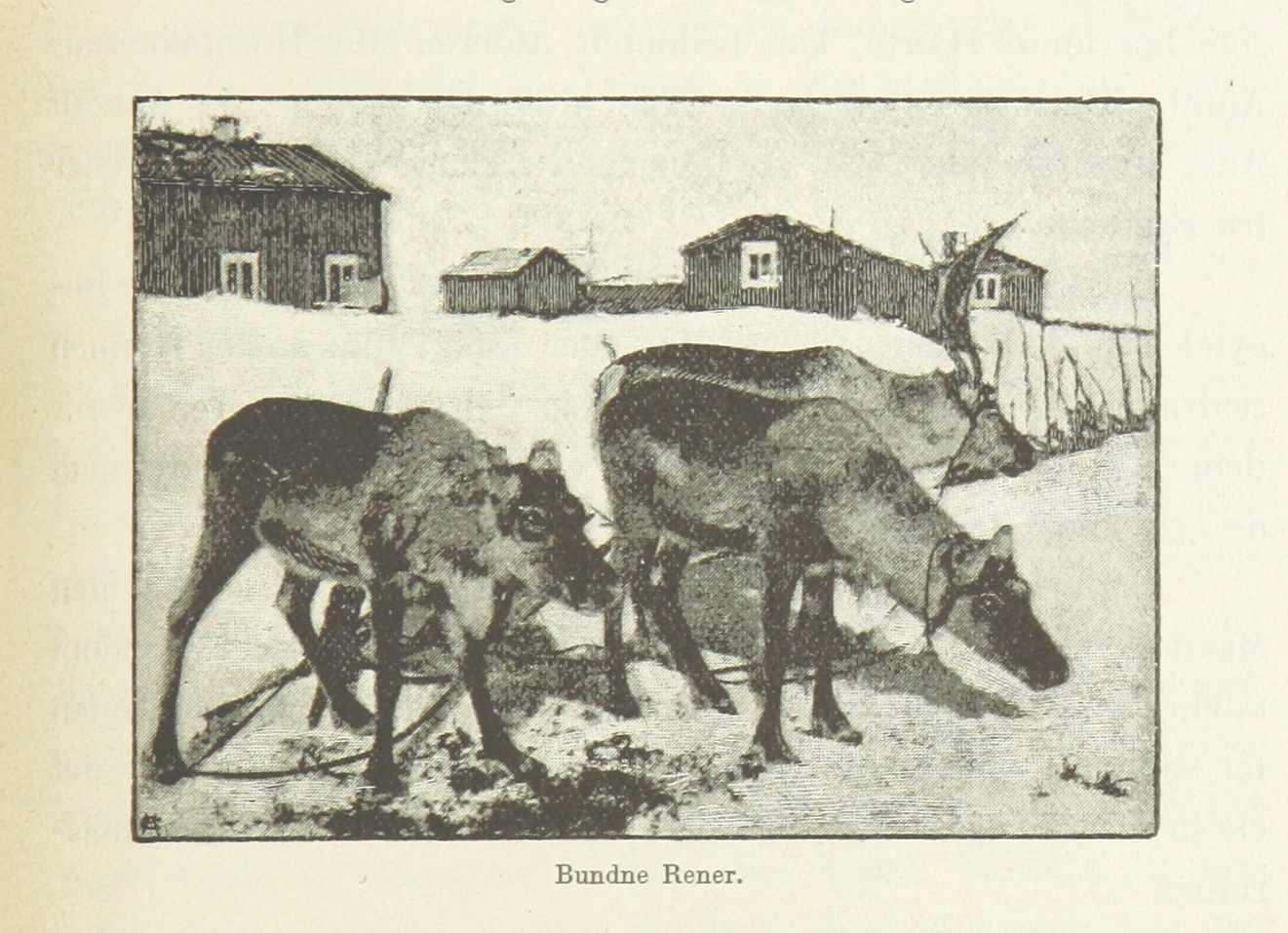
Illustration aus dem Buch Under Nordlysets Straaler

Folgende Objekte gehören zum Weltdokumentenerbe:
1. 231 Fotos auf Glasnegativen;
2. 189 Fotos auf Albuminpapier, ein Portfolio mit dem Titel Billeder fra Lappernes land – Tableaux du Pays des Lapons;
3. das Buch von Sophus Tromholt (zwei Bände): Under the Rays of the Aurora Borealis, London 1885;
4. die dänische Fassung des gleichen Buchs (ein Band): Under Nordlysets Straaler. Kopenhagen 1885.

Die Glasnegative sind einzigartig, während es von dem Foto-Portfolio weitere Exemplare in zwei norwegischen Museen und ein Exemplar im Ethnographischen Museum in Kopenhagen gibt. Tromholt verkaufte die Glasnegative an den Fotografen Knud Knudsen, der einige Motive zum Druck von Postkarten verwendete. Mit Knudsens Nachlass kamen diese Glasnegative an die Universitätsbibliothek Bergen.
Für die heutigen Samen haben Tromholts Aufnahmen einen besonderen Wert auch deshalb, weil sie Kautokeino und die Region vor der schweren Zerstörung durch deutsche Truppen im Zweiten Weltkrieg abbilden.